# Edmund von Hanstein
Edmund Ludwig Freiherr von Hanstein, auch Eduard (* 17. November 1808 in Marburg; † 18. Juli 1887 in Rothenbach) war ein preußischer Generalleutnant.

## Leben

### Herkunft
Edmund war ein Sohn des hessischen Staatsministers Carl von Hanstein (1772–1861) und dessen Ehefrau Wilhelmine, geborene Freiin von Haynau (1783–1866), einer natürlichen Tochter des Landgrafen Wilhelm IX./I. von Hessen-Kassel und der Rosa Dorothea Ritter. Sein Bruder August (1803–1878) war hessischer Staatsrat und Begründer der Linie Hanstein-Knorr.

### Militärkarriere
Hanstein absolvierte das Gymnasium in Weilburg und trat am 10. Mai 1825 als Freiwilliger in das 29. Infanterie-Regiment der Preußischen Armee ein. Dort avancierte er Mitte Oktober 1828 zum Sekondeleutnant und war 1832/35 zur weiteren Ausbildung an die Allgemeine Kriegsschule kommandiert. Im Anschluss daran versah Hanstein Dienst als Bataillons- und Regimentsadjutant. Von Mitte 1843 bis Anfang Juni 1849 war er als Adjutant der 8. Landwehr-Brigade in Erfurt kommandiert, wurde zwischenzeitlich Premierleutnant und stieg nach seiner Rückkehr zu seinem Regiment im August 1849 zum Hauptmann auf. Im Januar 1850 folgte seine Ernennung zum Kompaniechef. Mit seiner Beförderung zum Major wurde Hanstein am 14. April 1857 nach Magdeburg in das 26. Infanterie-Regiment versetzt. Am 20. Januar 1859 erhielt er das Kommando über das I. Bataillon und avancierte Mitte Oktober 1861 zum Oberstleutnant. Man beauftragte ihn dann am 12. August 1863 unter Stellung à la suite zunächst mit der Führung des 1. Rheinischen Infanterie-Regiments Nr. 25 in Köln. Mit der Beförderung zum Oberst wurde Hanstein am 22. September 1863 Kommandeur dieses Verbandes.
1866 nahm Hanstein zu Beginn des Deutschen Krieges mit zwei Bataillonen seines Regiments unter General von Flies an der Schlacht bei Langensalza teil und war während des Mainfeldzuges Führer einer kombinierten Brigade, die er in den Gefechten bei Waldaschach, Oerlenbach, Neukirchen, Roßbrunn und Uettingen sowie bei der Beschießung von Würzburg kommandierte. Ausgezeichnet mit dem Kronenorden II. Klasse mit Schwertern, wurde Hanstein nach dem Friedensschluss unter Stellung à la suite seines Regiments mit der Führung der 28. Infanterie-Brigade in Wesel beauftragt. Mit einem Patent vom 30. Oktober 1866 erfolgte am 31. Dezember 1866 die Beförderung zum Generalmajor sowie seine Ernennung zum Brigadekommandeur. In gleicher Eigenschaft war Hanstein ab dem 18. Mai 1867 in Kassel bei der 44. Infanterie-Brigade tätig, bis er am 22. Mai 1869 mit Pension zur Disposition gestellt wurde. Nach seiner Verabschiedung erhielt er Mitte Juni 1869 das Kommandeurkreuz I. Klasse des Hausordens vom Weißen Falken.
Anlässlich des Krieges gegen Frankreich fungierte Hanstein 1870/71 für die Dauer der mobilen Verhältnisses als Kommandant von Magdeburg. In Würdigung seiner Verdienste verlieh Kaiser Wilhelm I. ihm am 5. August 1871 den Stern zum Roten Adlerorden II. Klasse mit Eichenlaub sowie am 10. Februar 1872 den Charakter als Generalleutnant.
Er war Erbherr auf Unterstein, Bornhagen-Steinhof und Rothenbach sowie Ehrenritter des Johanniterordens.

### Familie
Hanstein hatte sich am 6. April 1842 in Beuern mit Anna von Hanstein (1820–1842) aus dem Hause Unterhof-Wahlhausen verheiratet. Nach ihrem frühen Tod ehelichte er am 3. November 1844 in Erxleben bei Stadtilm Auguste Vitzthum von Eggersberg (1818–1888). Aus dieser Ehe gingen folgende Kinder hervor:
- Karl Friedrich (1845–1919), preußischer Generalleutnant
- Ida (* 1847)
- Wilhelmine (* 1848) ⚭ 30. Dezember 1873 Robert Graf Hue de Grais (1835–1922), Verwaltungsjurist und Regierungspräsident des Regierungsbezirks Potsdam
- Maximilian (* 1850)
- Ida Karoline (* 1852)
- Thilo Alexander (1857–1922), preußischer Generalleutnant